# Nan'an, Guangdong
Nan'an (kinesiska: 南岸)  är ett stadsdelsdistrikt i sydöstra Kina. Det är centralorten i stadsdistriktet Gaoyao i staden Zhaoqing i provinsen Guangdong, omkring 84 kilometer väster om provinshuvudstaden Guangzhou. Antalet invånare är 81 886. Befolkningen består av 38 986 kvinnor och 42 900 män. Barn under 15 år utgör 13,0 %, vuxna 15-64 år 81 %, och äldre över 65 år 5,0 %.